# Running Springs
Running Springs es un lugar designado por el censo ubicado en el condado de San Bernardino en el estado estadounidense de California. En el año 2000 tenía una población de 5,125 habitantes y una densidad poblacional de 497.6 personas por km². 

## Geografía
Running Springs se encuentra ubicado en las coordenadas 34°12′28″N 117°6′30″O / 34.20778, -117.10833. Según la Oficina del Censo, la ciudad tiene un área total de 10,3 km² (4 mi²), de la cual 10,3 km² (4 mi²) es tierra y 0 km² (0 mi²) 0% es agua.

### Localidades adyacentes
El siguiente diagrama muestra a las localidades en un radio de 32 kilómetros (19,9 mi) de Running Springs.

## Demografía
Según datos de la Oficina del Censo en 2000 los ingresos medios por hogar en la localidad eran de $50,524, y los ingresos medios por familia eran $56,855. Los hombres tenían unos ingresos medios de $45,172 frente a los $34,492 para las mujeres. La renta per cápita para la localidad era de $22,231. Alrededor del 8.8% de la población estaban por debajo del umbral de pobreza.